# Neuronalna dysplazja jelitowa
Neuronalna dysplazja jelitowa, IND (od ang. intestinal neuronal dysplasia) – zaburzenie śródściennego jelitowego układu nerwowego, klinicznie przypominające chorobę Hirschsprunga lub martwicze zapalenie jelit. Istnieją kontrowersje co do tego, czy schorzenie ma naturę pierwotną, czy wtórną. 
Po raz pierwszy jednostka chorobowa została opisana przez Williama Meiera-Rugego, w 1971 roku, jako malformacja śródściennego
jelitowego układu nerwowego. Stwierdził on hiperplazję zwojów nerwowych oraz zwiększoną aktywność acetylocholinoesterazy w blaszce właściwej i mięśniowej błony śluzowej. W 1983 Fadda i współpracownicy wyodrębnili dwa typy IND: A i B. 
Według Kobayashiego istnieją następujące kryteria rozpoznania neuronalnej dysplazji jelitowej:
- główne:
  - hiperplazja zwojów nerwowych jelitowego układu nerwowego
  - stwierdzenie zwojów olbrzymich
- pomocnicze:
  - ektopowe komórki zwojowe w blaszce właściwej błony śluzowej
  - wzrost aktywności AChE w blaszce właściwej błony śluzowej
  - wzrost aktywności AChE w ścianie naczyń krwionośnych błony podśluzowej.